# 4-es busz (Szekszárd)
A szekszárdi 4-es buszjárat Az Autóbusz-állomást a Bottyán-heggyel kapcsolja össze. A 4-es buszjárat a 4B-14 járatok alapjárata.

## Története
A járat régi 2010 előtti elnevezése 14-es volt.

A 2010-es menetrend váltás óta kisebb meghosszabbítást követően a TESCO áruház - Autóbusz-állomás - Bottyán-hegy útirányon óránként közlekedett több mint egy évtizedig, majd 2022 augusztus 28-tól a vonal tovább hosszabbodott egészen Baranya-völgyig 2 órás járatsűrűséggel. Ekkor a korábbi Tesco áruház-Bottyán-hegy viszonylaton 4A jelzéssel közlekedtek betétjáratok. 

2023 augusztusában útvonala jelentősen lerövidült, csupán az Autóbusz-állomás és Bottyán-hegy között közlekedett, indításszámai is lecsökkentek (08:00-14:15 között nem közlekedett), korábbi útvonalán (Tesco-Bottyán-hegy) a járatok már új 4B jelzéssel ugyancsak ritkábban közlekedtek.

A 2024-es menetrend változást követően a járat új útvonalra került (körjárat) indításszámait megnövelték. Egyes járatai hosszabb útvonalon az ipartelep feltárásával közlekednek.
Útvonala 2024 október 7-től: Autóbusz-állomás - Liszt Ferenc tér - Szent László utca -> Nefelejcs utca - Zöldkert utca - Bottyán-hegy - Zöldkert utca -> Kőrösi Csoma Sándor utca -> Mérey utca -> Szent László utca - Szent István tér - Autóbusz-állomás (Egyes járatok:-> Tolnatej Zrt. -> Páskum utca -> Autóbusz állomás)

## Útvonala
| Autóbusz-állomás - Liszt Ferenc tér -Szent László u. - Újfalussy u. - Zöldkert u. - Bottyán-hegy - Zöldkert u. - Kőrösi Csoma Sándor u. - Mérey u. - Szent László u. - Szent István tér - Autóbusz-állomás:                                                                           | Autóbusz-állomás - Ipartelep - Autóbusz-állomás - Liszt Ferenc tér -Szent László u. - Újfalussy u. - Zöldkert u. - Bottyán-hegy - Zöldkert u. - Kőrösi Csoma Sándor u. - Mérey u. - Szent László u. - Szent István tér - Autóbusz-állomás: |
| --- | --- |
| - Autóbusz-állomás - Szent István tér - Liszt Ferenc tér - Széchenyi utca - Szent László utca - Nefelejcs utca - Zöldkert utca - Bottyán-hegy - Zöldkert utca - Újfalussy Imre utca - Kőrösi Csoma Sándor utca - Mérey utca - Szent László utca - Szent István tér - Autóbusz-állomás | - Autóbusz-állomás - Keselyűsi út - Tolnatej Zrt. - Páskum utca - Autóbusz-állomás - Szent István tér - Liszt Ferenc tér - Széchenyi utca - Szent László utca - Nefelejcs utca - Zöldkert utca - Bottyán-hegy - Zöldkert utca - Újfalussy Imre utca - Kőrösi Csoma Sándor utca - Mérey utca - Szent László utca - Szent István tér - Autóbusz-állomás |

## Megállóhelyei
| sz. | megállóhely neve        | menetidő (perc) | menetidő (perc) | átszállási kapcsolatok | intézmények |
| --- | ----------------------- | --------------- | --------------- | ---------------------- | ----------- |
| 0   | Autóbusz-állomás        | 0               | ∫               |                        |             |
| 1   | Szent István tér        | 2               | ∫               |                        |             |
| 2   | Liszt Ferenc tér        | 3               | ∫               |                        |             |
| 3   | Szent László utca       | 5               | ∫               |                        |             |
| 4   | Nefelejcs utca          | 6               | ∫               |                        |             |
| 5   | Szüret utca             | 8               | ∫               |                        |             |
| 6   | Zöldkert utca 14-16.    | 9               | ∫               |                        |             |
| 7   | Bottyán-hegy            | 10              | ∫               |                        |             |
| 8   | Zöldkert utca 14-16.    | 11              | ∫               |                        |             |
| 9   | Szüret utca             | 12              | ∫               |                        |             |
| 10  | Újfalussy Imre u. sarok | 13              | ∫               |                        |             |
| 11  | Kőrösi Csoma Sándor u.  | 14              | ∫               |                        |             |
| 12  | Mérey utca 45.          | 15              | ∫               |                        |             |
| 13  | Mérey utca óvoda        | 16              | ∫               |                        |             |
| 14  | Szent László utca       | 18              | ∫               |                        |             |
| 15  | Posta                   | 19              | ∫               |                        |             |
| 16  | Szent István tér        | 21              | ∫               |                        |             |
| 17  | Autóbusz-állomás        | 23              | ∫               |                        |             |